# Ostrohirske, Vradiivka
Ostrohirske (în ucraineană Острогірське) este un sat în comuna Novopavlivka din raionul Vradiivka, regiunea Mîkolaiiv, Ucraina.

## Demografie
Componența lingvistică a localității Ostrohirske
     Ucraineană (97,92%)
     Rusă (1,39%)
     Alte limbi (0,69%)
Conform recensământului din 2001, majoritatea populației localității Ostrohirske era vorbitoare de ucraineană (97,92%), existând în minoritate și vorbitori de rusă (1,39%).